# Jan Benedek
Jan Benedek (ur. 8 kwietnia 1968 w Warszawie) – polski muzyk, kompozytor, gitarzysta i wokalista, producent muzyczny. 
Profesjonalne granie zaczął w zespole Tilt, w którym grał przez pół roku. Po rozwiązaniu Tiltu w 1990 został gitarzystą w reaktywowanym przez niego i Muńka Staszczyka zespole T.Love. Jest autorem wszystkich kompozycji z albumów grupy – Pocisk miłości i King (m.in. przebojów „Warszawa” i „King”, które dotarły do pierwszego miejsca Listy Przebojów Trójki). W tym czasie odrzucił propozycję grania w Lady Pank. Po odejściu z T.Love w 1993 pojawiał się jeszcze z zespołem jako gość na koncertach i kompozytor utworów. Był również twórcą lub współtwórcą takich formacji jak Diabły i Anioły, Suka czy Bum Bum, którego singel „Tequila” pojawił się w Radiostacji.
W 2002 założył wraz z perkusistą T.Love, Sidneyem Polakiem, grupę Warsaw, która wylansowała przebój „68”, wykorzystany (w angielskiej wersji językowej) w reklamach (telefony w sieci „Plus”, witaminy „Vigor”). Do piosenki został nakręcony również teledysk. W 2003 wziął udział w Krajowych Eliminacjach do Konkursu Piosenki Eurowizji z utworem „Here Comes Your Time”. Wkrótce zespół Warsaw rozpadł się.
W 2006 wydał solowy album pt. Oldschool Party, inny w brzmieniu niż wcześniejsze dokonania, nawiązujący do takich wykonawców jak np. Iggy Pop, The Rolling Stones czy The Clash.
W 2009 rozpoczął prace nad kompozycjami do solowych utworów Muńka Staszczyka. Również w tym roku został patronem oraz jurorem internetowego cyklu dla młodych zespołów rockowych „Hallo, tu Londyn”, organizowanym przez Stowarzyszenie Colere.pl. Nazwa cyklu pochodzi od tytułu piosenki, którą Benedek nagrał na swojej solowej płycie „Oldschool Story”. W 2010 roku premierę miał album Muniek z 10 piosenkami autorstwa duetu Benedek/Staszczyk. W 2014 premierę miała reedycja tego samego albumu promowana singlem pt. Nobody's Perfect.
W 2020 wydał album będący kompilacją solowych piosenek pt. Johnny's Box. Dwa lata później powrócił do zespołu T.Love, z którym wydał album pt. Hau! Hau!.